# Dicranomyia (Dicranomyia) limonioides
Dicranomyia (Dicranomyia) limonioides is een tweevleugelige uit de familie steltmuggen (Limoniidae). De soort komt voor in het Palearctisch gebied.